# Erylus cylindriger
Erylus cylindriger är en svampdjursart som beskrevs av Ridley 1884. Erylus cylindriger ingår i släktet Erylus och familjen Geodiidae.
Artens utbredningsområde är havet kring Seychellerna. Inga underarter finns listade i Catalogue of Life.